# Papilio delalandei
Papilio delalandei är en fjärilsart som beskrevs av Jean Baptiste Godart 1824. Papilio delalandei ingår i släktet Papilio och familjen riddarfjärilar. Inga underarter finns listade i Catalogue of Life.

## Bildgalleri

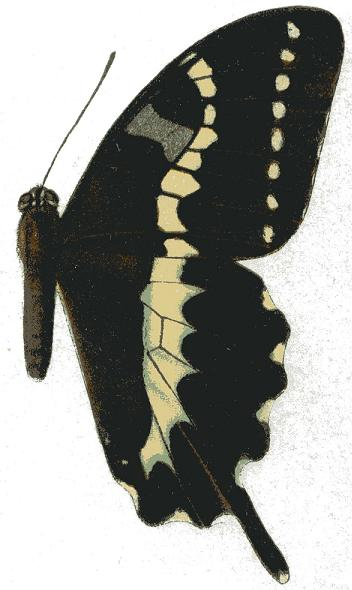
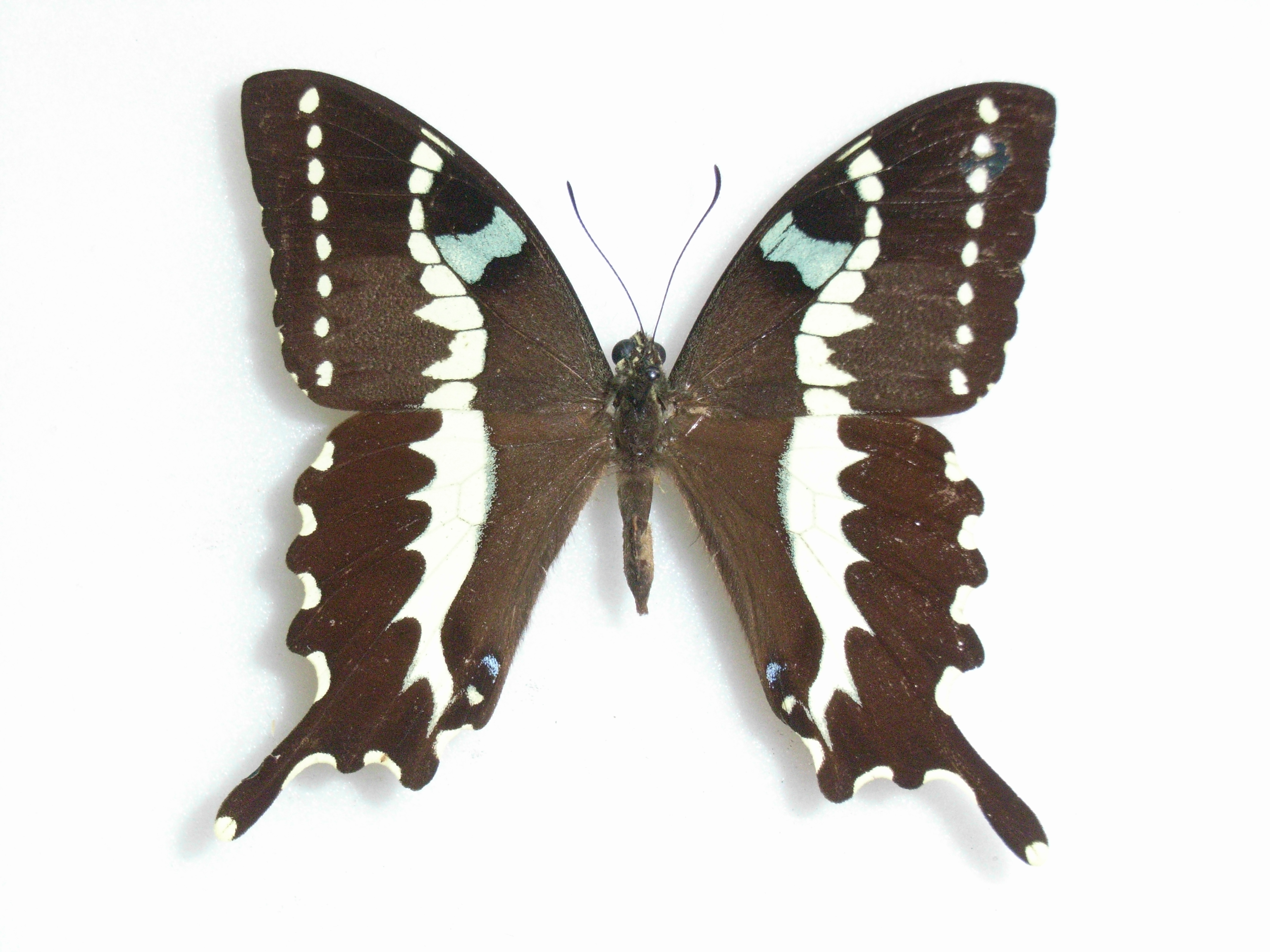
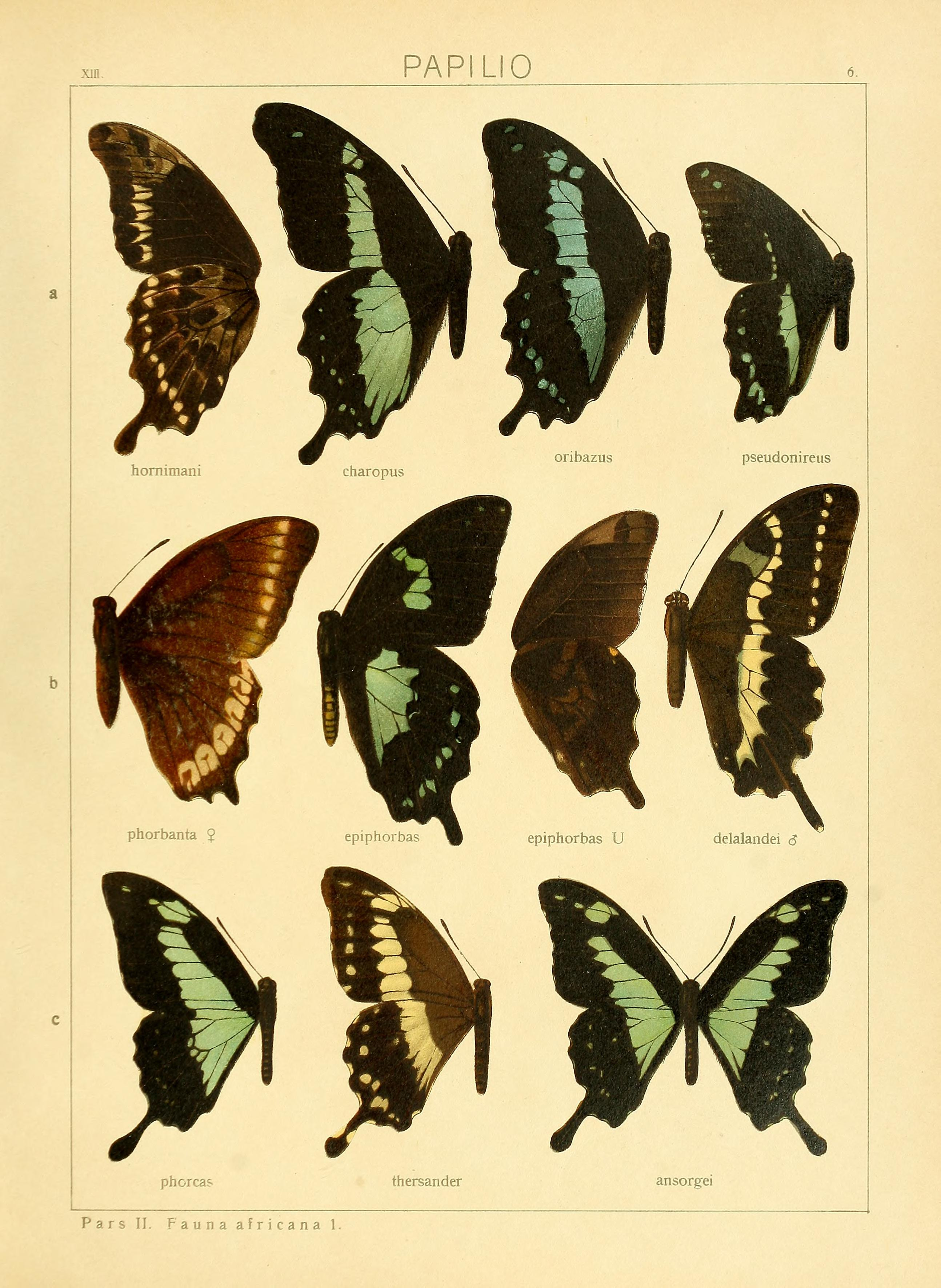